# Super Rugby Pacific 2025
Il Super Rugby Pacific 2025 è la 30ª edizione del Super Rugby, torneo professionistico annuale di rugby a 15 tra franchigie delle federazioni neozelandese e australiana, con la partecipazione di due squadre in rappresentanza delle isole del Pacifico Figi, Samoa, Tonga e Isole Cook.
Dopo l'esclusione della squadra australiana dei Melbourne Rebels, il numero di squadre partecipanti si è ridotto a 11, di cui 5 neozelandesi, 4 australiane, 1 figiana e 1 in rappresentanza delle isole del Pacifico, ma con sede in Nuova Zelanda.

## Formato
Il torneo, che ha subito una modifica del formato rispetto alle edizioni precedenti, prevede una stagione regolare di 16 giornate, per un totale di 77 partite, seguita dai play-off a eliminazione diretta. Ogni squadra gioca 14 partite, di cui 7 in casa e 7 in trasferta, con 2 turni di riposo. Ogni franchigia affronta altre 6 partecipanti in partite di sola andata e 4 in partite di andata e ritorno. Le prime 6 classificate si qualificano ai quarti di finale, che si svolgono con incroci a seconda della posizione nella classifica finale della stagione regolare. Si qualificano alle semifinali le 3 vincitrici dei quarti di finale e la squadra perdente con la miglior posizione in classifica generale alla fine della stagione regolare (definita lucky loser). Le squadre meglio classificate durante la stagione regolare mantengono il diritto di giocare in casa le partite dei play-off.

## Squadre partecipanti e ambiti territoriali
| Paese         | Squadra        | Sede         | Area                                                              |
| ------------- | -------------- | ------------ | ----------------------------------------------------------------- |
| Australia     | Brumbies       | Canberra     | Territorio della Capitale Australiana                             |
| Australia     | Reds           | Brisbane     | Stato del Queensland                                              |
| Australia     | Waratahs       | Sydney       | Stato del Nuovo Galles del Sud                                    |
| Australia     | Western Force  | Perth        | Stato dell'Australia Occidentale                                  |
| Nuova Zelanda | Blues          | Auckland     | Regioni di Auckland e Northland                                   |
| Nuova Zelanda | Chiefs         | Hamilton     | Regioni di Waikato, Baia dell'Abbondanza e Taranaki               |
| Nuova Zelanda | Crusaders      | Christchurch | Regioni di Canterbury, West Coast, Marlborough, Tasman, Nelson    |
| Nuova Zelanda | Highlanders    | Dunedin      | Regioni di Otago e Southland                                      |
| Nuova Zelanda | Hurricanes     | Wellington   | Regioni di Wellington, Manawatu-Wanganui, Baia di Hawke, Gisborne |
| Figi          | Fijian Drua    | Suva         | Figi                                                              |
| Nuova Zelanda | Moana Pasifika | Auckland     | Tonga, Samoa, Isole Cook, Figi, Oceania                           |

## Stagione regolare
|           | 1ª giornata                        |       |
| --------- | ---------------------------------- | ----- |
| 14-2-2025 | Crusaders – Hurricanes             | 33-25 |
| 14-2-2025 | Waratahs – Highlanders             | 37-36 |
| 15-2-2025 | Fijian Drua – Brumbies             | 32-36 |
| 15-2-2025 | Blues – Chiefs                     | 14-25 |
| 15-2-2025 | Western Force – Moana Pasifika     | 45-44 |
|           | Riposano: Reds                     |       |
|           |                                    |       |
|           | 4ª giornata                        |       |
| 7-3-2025  | Blues – Brumbies                   | 20-21 |
| 8-3-2025  | Fijian Drua – Chiefs               | 28-24 |
| 8-3-2025  | Moana Pasifika – Hurricanes        | 40-31 |
| 8-3-2025  | Waratahs – Western Force           | 34-10 |
| 9-3-2025  | Crusaders – Reds                   | 43-19 |
|           | Riposano: Highlanders              |       |
|           |                                    |       |
|           | 7ª giornata                        |       |
| 28-3-2025 | Hurricanes – Waratahs              | 57-12 |
| 28-3-2025 | Brumbies – Highlanders             | 34-27 |
| 29-3-2025 | Crusaders – Moana Pasifika         | 29-45 |
| 29-3-2025 | Reds – Western Force               | 28-24 |
|           | Riposano: Blues, Chiefs,           |       |
|           | Fijian Drua                        |       |
|           |                                    |       |
|           | 10ª giornata                       |       |
| 18-4-2025 | Crusaders – Blues                  | 25-22 |
| 19-4-2025 | Fijian Drua – Waratahs             | 28-14 |
| 19-4-2025 | Moana Pasifika – Brumbies          | 0-24  |
| 19-4-2025 | Chiefs – Highlanders               | 46-10 |
| 19-4-2025 | Western Force – Hurricanes         | 17-17 |
|           | Riposano: Reds                     |       |
|           |                                    |       |
|           | 13ª giornata                       |       |
| 9-5-2025  | Fijian Drua – Blues                | 5-34  |
| 9-5-2025  | Waratahs – Reds                    | 21-28 |
| 10-5-2025 | Crusaders – Chiefs                 | 19-35 |
| 10-5-2025 | Western Force – Brumbies           | 14-33 |
|           | Riposano: Highlanders, Hurricanes, |       |
|           | Moana Pasifika                     |       |
|           |                                    |       |
|           | 16ª giornata                       |       |
| 30-5-2025 | Highlanders – Chiefs               | 24-41 |
| 30-5-2025 | Brumbies – Crusaders               | 31-33 |
| 31-5-2025 | Blues – Waratahs                   | 46-6  |
| 31-5-2025 | Hurricanes – Moana Pasifika        | 64-12 |
| 31-5-2025 | Reds – Fijian Drua                 | 52-7  |
|           | Riposano: Western Force            |       |

|           | 2ª giornata                  |       |
| --------- | ---------------------------- | ----- |
| 21-2-2025 | Chiefs – Crusaders           | 49-24 |
| 21-2-2025 | Reds – Moana Pasifika        | 56-36 |
| 22-2-2025 | Hurricanes – Fijian Drua     | 38-34 |
| 22-2-2025 | Highlanders – Blues          | 29-21 |
| 22-2-2025 | Brumbies – Western Force     | 42-45 |
|           | Riposano: Waratahs           |       |
|           |                              |       |
|           | 5ª giornata                  |       |
| 14-3-2025 | Highlanders – Hurricanes     | 18-20 |
| 14-3-2025 | Brumbies – Fijan Drua        | 38-21 |
| 15-3-2025 | Crusaders – Western Force    | 55-33 |
| 15-3-2025 | Chiefs – Blues               | 32-31 |
| 15-3-2025 | Reds – Waratahs              | 35-15 |
|           | Riposano: Moana Pasifika     |       |
|           |                              |       |
|           | 8ª giornata                  |       |
| 4-4-2025  | Chiefs – Reds                | 27-15 |
| 5-4-2025  | Moana Pasifika – Waratahs    | 45-28 |
| 5-4-2025  | Fijian Drua – Crusaders      | 14-31 |
| 5-4-2025  | Blues – Hurricanes           | 19-18 |
| 5-4-2025  | Western Force – Highlanders  | 29-20 |
|           | Riposano: Brumbies           |       |
|           |                              |       |
|           | 11ª giornata                 |       |
| 25-4-2025 | Chiefs – Western Force       | 56-22 |
| 25-4-2025 | Reds – Blues                 | 35-21 |
| 26-4-2025 | Moana Pasifika – Fijian Drua | 34-15 |
| 26-4-2025 | Highlanders – Crusaders      | 10-43 |
| 26-4-2025 | Brumbies – Hurricanes        | 29-35 |
|           | Riposano: Waratahs           |       |
|           |                              |       |
|           | 14ª giornata                 |       |
| 16-5-2025 | Hurricanes – Highlanders     | 24-20 |
| 16-5-2025 | Waratahs – Crusaders         | 33-48 |
| 17-5-2025 | Fijian Drua – Western Force  | 38-7  |
| 17-5-2025 | Moana Pasifika – Blues       | 27-21 |
| 17-5-2025 | Brumbies – Reds              | 24-14 |
|           | Riposano: Chiefs             |       |

|           | 3ª giornata                  |       |
| --------- | ---------------------------- | ----- |
| 28-2-2025 | Moana Pasifika – Highlanders | 29-31 |
| 28-2-2025 | Waratahs – Fijan Drua        | 29-24 |
| 1-3-2025  | Chiefs – Brumbies            | 49-34 |
| 1-3-2025  | Hurricanes – Blues           | 29-33 |
| 1-3-2025  | Western Force – Reds         | 24-28 |
|           | Riposano: Crusaders          |       |
|           |                              |       |
|           | 6ª giornata                  |       |
| 21-3-2025 | Moana Pasifika – Chiefs      | 35-50 |
| 22-3-2025 | Highlanders – Reds           | 23-29 |
| 22-3-2025 | Blues – Crusaders            | 19-42 |
| 22-3-2025 | Waratahs – Brumbies          | 28-23 |
| 23-3-2025 | Western Force - Fijan Drua   | 52-15 |
|           | Riposano: Hurricanes         |       |
|           |                              |       |
|           | 9ª giornata                  |       |
| 11-4-2025 | Hurricanes – Crusaders       | 24-31 |
| 11-4-2025 | Waratahs – Chiefs            | 21-14 |
| 12-4-2025 | Blues – Moana Pasifika       | 36-17 |
| 12-4-2025 | Highlanders – Fijan Drua     | 43-20 |
| 12-4-2025 | Reds – Brumbies              | 26-39 |
|           | Riposano: Western Force      |       |
|           |                              |       |
|           | 12ª giornata                 |       |
| 2-5-2025  | Blues – Western Force        | 40-19 |
| 3-5-2025  | Fijian Drua – Reds           | 36-33 |
| 3-5-2025  | Hurricanes – Chiefs          | 35-17 |
| 3-5-2025  | Brumbies – Waratahs          | 40-17 |
| 4-5-2025  | Highlanders - Moana Pasifika | 29-34 |
|           | Riposano: Crusaders          |       |
|           |                              |       |
|           | 15ª giornata                 |       |
| 23-5-2025 | Crusaders – Highlanders      | 15-12 |
| 23-5-2025 | Reds – Hurricanes            | 27-31 |
| 24-5-2025 | Chiefs – Moana Pasifika      | 85-7  |
| 24-5-2025 | Western Force – Waratahs     | 17-22 |
|           | Riposano: Blues, Brumbies,   |       |
|           | Fijian Drua                  |       |

### Classifica generale
| Pos | Squadra        | G  | V  | N | P  | PF  | PS  | DP   | BMP | Pt |
| --- | -------------- | -- | -- | - | -- | --- | --- | ---- | --- | -- |
| 1   | Chiefs         | 14 | 11 | 0 | 3  | 550 | 319 | +231 | 7   | 51 |
| 2   | Crusaders      | 14 | 11 | 0 | 3  | 471 | 371 | +100 | 5   | 49 |
| 3   | Brumbies       | 14 | 9  | 0 | 5  | 448 | 361 | +87  | 8   | 44 |
| 4   | Hurricanes     | 14 | 8  | 1 | 5  | 448 | 342 | +106 | 5   | 39 |
| 5   | Reds           | 14 | 8  | 0 | 6  | 425 | 371 | +54  | 6   | 38 |
| 6   | Blues          | 14 | 6  | 0 | 8  | 377 | 330 | +47  | 9   | 33 |
| 7   | Moana Pasifika | 14 | 6  | 0 | 8  | 405 | 544 | −139 | 4   | 28 |
| 8   | Waratahs       | 14 | 6  | 0 | 8  | 317 | 451 | −134 | 2   | 26 |
| 9   | Western Force  | 14 | 4  | 1 | 9  | 358 | 472 | −114 | 5   | 23 |
| 10  | Fijian Drua    | 14 | 4  | 0 | 10 | 317 | 465 | −148 | 4   | 20 |
| 11  | Highlanders    | 14 | 3  | 0 | 11 | 332 | 422 | −90  | 8   | 20 |

Sistema di punteggio:
- 4 punti per la vittoria
- 2 punti per il pareggio
- 1 punto bonus per una sconfitta di 7 punti o meno
- 1 punto bonus per la squadra che segna 3 mete o più rispetto all'avversario

In caso di parità, si applicano le seguenti regole per individuare la posizione in classifica:
- Maggior numero di vittorie
- Miglior differenza punti
- Maggior numero di mete segnate
- Miglior differenza mete
- Sorteggio

## Play-off
|  | Quarti di finale | Quarti di finale | Quarti di finale |  |  | Semifinali | Semifinali | Semifinali |  |  | Finale | Finale | Finale |  |
|  |                  |                  |                  |  |  |            |            |            |  |  |        |        |        |  |
|  | 2                | Crusaders        |                  |  |  |            |            |            |  |  |        |        |        |  |
|  | 5                | Chiefs           |                  |  |  |            |            |            |  |  |        |        |        |  |
|  | 1                | Reds             |                  |  |  |            |            |            |  |  |        |        |        |  |
|  | 6                | Blues            |                  |  |  |            |            |            |  |  |        |        |        |  |
|  | 3                | Brumbies         |                  |  |  |            |            |            |  |  |        |        |        |  |
|  | 4                | Hurricanes       |                  |  |  |            |            |            |  |  |        |        |        |  |
|  |                  |                  |                  |  |  |            |            |            |  |  |        |        |        |  |

### Quarti di finale
| Christchurch 6 giugno 2025, ore 19:05 UTC+12 | Crusaders | – | Reds | Rugby League Park |

| Hamilton 7 giugno 2025, ore 19:05 UTC+12 | Chiefs | – | Blues | Waikato Stadium |

| Canberra 7 giugno 2025, ore 19:35 UTC+10 | Brumbies | – | Hurricanes | Canberra Stadium |

### Semifinali
| 14 giugno 2025 | TBC | – | TBC |  |

| 14 giugno 2025 | TBC | – | TBC |  |

### Finale
| 21 giugno 2025 | TBC | – | TBC |  |